# ویلفرد واترز
ویلفرد واترز (انگلیسی: Wilfred Waters؛ زادهٔ ۴ ژانویهٔ ۱۹۲۳) دوچرخه‌سوار اهل بریتانیا است.
وی در مسابقات کشوری و بین‌المللی در مجموع برندهٔ ۱ مدال برنز شده‌است.